# بخش قره کهریز
بخش قره کهریز یکی از بخش‌های شهرستان شازند در استان مرکزی ایران است.مرکز این بخش شهر شهباز(شازند) است .  از روستاهای این بخش میتوان به : چناس ،  عمارت ، باغ برآفتاب ، حصار محمدیه و موچان (شازند) اشاره کرد .

## جمعیت
براساس سرشماری مرکز آمار ایران در سال ۱۳۹۰، جمعیت بخش قره کهریز ۱۹۱۲۰ نفر بوده‌است.

## تقسیمات کشوری
بخش قره کهریز از دو دهستان تشکیل شده‌است:
- دهستان قره کهریز
- دهستان کوهسار